# Polysyncraton
Polysyncraton is een  geslacht van zakpijpen (Ascidiacea) uit de familie Didemnidae en de orde Aplousobranchia.

## Soorten
- Polysyncraton adelon Monniot F. & Monniot C., 2001
- Polysyncraton adenale Romanov, 1977
- Polysyncraton alinguum Kott, 2004
- Polysyncraton amethysteum Van Name, 1902
- Polysyncraton arafurensis (Tokioka, 1952)
- Polysyncraton arvum Kott, 2004
- Polysyncraton asperum Romanov, 1989
- Polysyncraton aspiculatum (Tokioka, 1949)
- Polysyncraton asterix Monniot F., 1974
- Polysyncraton bilobatum Lafargue, 1968
- Polysyncraton cabofriense Oliveira & Rocha, 2019
- Polysyncraton calculum Kott, 2008
- Polysyncraton canetense (Brément, 1913)
- Polysyncraton catillum Kott, 2004
- Polysyncraton cerebellum Monniot F. & Monniot C., 2001
- Polysyncraton chondrilla (Michaelsen, 1924)
- Polysyncraton chuni Hartmeyer, 1912
- Polysyncraton circulum Kott, 1962
- Polysyncraton crassum Redikorzev, 1913
- Polysyncraton cuculliferum (Sluiter, 1909)
- Polysyncraton dealbatum Kott, 2008
- Polysyncraton dentatum Kott, 2001
- Polysyncraton discoides Kott, 1962
- Polysyncraton doboense (Sluiter, 1913)
- Polysyncraton dromide Kott, 2001
- Polysyncraton fadeevi Romanov, 1989
- Polysyncraton fistulum Kott, 2008
- Polysyncraton flammeum Kott, 2001
- Polysyncraton fuscum Nott, 1892
- Polysyncraton galaxum Kott, 2004
- Polysyncraton glaucum Kott, 2001
- Polysyncraton globosum Oliveira & Rocha, 2019
- Polysyncraton gratum Kott, 2007
- Polysyncraton haranti Lafargue, 1975
- Polysyncraton hartmeyeri Michaelsen, 1923
- Polysyncraton infundibulum Kott, 2001
- Polysyncraton jugosum (Herdman & Riddell, 1913)
- Polysyncraton kashenkoi Romanov, 1989
- Polysyncraton krylatkae Romanov, 1974
- Polysyncraton lacazei (Giard, 1872)
- Polysyncraton linere Kott, 2004
- Polysyncraton lithostrotum (Brewin, 1956)
- Polysyncraton lodix Kott, 2001
- Polysyncraton longitubis Kott, 2004
- Polysyncraton louminae Monniot F., 1984
- Polysyncraton luteum Kott, 2004
- Polysyncraton magnetae Hastings, 1931
- Polysyncraton magnilarvum (Millar, 1962)
- Polysyncraton marmoratum Sluiter, 1909
- Polysyncraton maurizeliae Paiva et al., 2015
- Polysyncraton meandratum Monniot F., 1993
- Polysyncraton milleporae Vasseur, 1969
- Polysyncraton miniastrum Kott, 2004
- Polysyncraton montanum Kott, 2004
- Polysyncraton mortenseni (Michaelsen, 1924)
- Polysyncraton multiforme Kott, 2001
- Polysyncraton multipapillae Monniot F., 1993
- Polysyncraton nigropunctatum Sluiter, 1909
- Polysyncraton niveum Kott, 2004
- Polysyncraton oceanium Kott, 2001
- Polysyncraton orbiculum Kott, 1962
- Polysyncraton otuetue Monniot C. & Monniot F., 1987
- Polysyncraton palliolum Kott, 2001
- Polysyncraton papyrus Kott, 2001
- Polysyncraton paradoxum Nott, 1892
- Polysyncraton paramushiri Romanov, 1989
- Polysyncraton pavimentum Monniot F., 1993
- Polysyncraton pedunculatum Kott, 2001
- Polysyncraton peristroma Kott, 2004
- Polysyncraton polysystema Kott, 2005
- Polysyncraton pontoniae Monniot C. & Monniot F., 1987
- Polysyncraton poro Monniot C. & Monniot F., 1987
- Polysyncraton pseudomagnetae Kott, 2004
- Polysyncraton pseudorugosum Monniot F., 1993
- Polysyncraton pulchrum Kott, 2001
- Polysyncraton purou Monniot C. & Monniot F., 1987
- Polysyncraton recurvatum (Sluiter, 1909)
- Polysyncraton reedi Monniot C. & Monniot F., 1994
- Polysyncraton regulum Kott, 2001
- Polysyncraton reticulum Kott, 2004
- Polysyncraton rica Kott, 2001
- Polysyncraton robustum Kott, 2001
- Polysyncraton rostrum Monniot F. & Monniot C., 1997
- Polysyncraton rubitapum Kott, 2001
- Polysyncraton rugosum Monniot F., 1993
- Polysyncraton sagamiana (Tokioka, 1953)
- Polysyncraton scobinum Kott, 2001
- Polysyncraton scorteum Kott, 2001
- Polysyncraton shellensis Brunetti, 2007
- Polysyncraton sideris Kott, 2001
- Polysyncraton snelliusi Oliveira & Rocha, 2019
- Polysyncraton spongioides Hartmeyer, 1912
- Polysyncraton tasmanense Kott, 2001
- Polysyncraton tegetum Kott, 2001
- Polysyncraton tenuicutis Kott, 2001
- Polysyncraton textus Kott, 2004
- Polysyncraton thallomorpha Monniot F., 1993
- Polysyncraton tokiokai Romanov, 1989
- Polysyncraton trivolutum (Millar, 1960)
- Polysyncraton turris Kott, 2004
- Polysyncraton vestiens Monniot F. & Monniot C., 2001
- Polysyncraton victoriensis Kott, 1976

Niet geaccepteerde soorten:
- Polysyncraton adenalis Romanov, 1977 → Polysyncraton adenale Romanov, 1977
- Polysyncraton canetensis Brement, 1913 → Polysyncraton canetense (Brément, 1913)
- Polysyncraton dubium Sluiter, 1909 → Leptoclinides dubius (Sluiter, 1909)
- Polysyncraton echinatum Kott, 2001 → Polysyncraton cuculliferum (Sluiter, 1909)
- Polysyncraton longtubis Kott, 2004 → Polysyncraton longitubis Kott, 2004
- Polysyncraton mortensi (Michaelsen, 1924) → Polysyncraton mortenseni (Michaelsen, 1924)
- Polysyncraton multiformis Kott, 2001 → Polysyncraton multiforme Kott, 2001
- Polysyncraton multipapilla Monniot F., 1993 → Polysyncraton multipapillae Monniot F., 1993
- Polysyncraton ocellatum Sluiter, 1909 → Leptoclinides ocellatus (Sluiter, 1909)
- Polysyncraton ocellatus Sluiter, 1909 → Leptoclinides ocellatus (Sluiter, 1909)
- Polysyncraton porou Monniot C. & Monniot F., 1987 → Polysyncraton purou Monniot C. & Monniot F., 1987
- Polysyncraton rostrum Kott, 2004 → Polysyncraton shellensis Brunetti, 2007
- Polysyncraton rufum Sluiter, 1909 → Leptoclinides rufus (Sluiter, 1909)
- Polysyncraton rufus Sluiter, 1909 → Leptoclinides rufus (Sluiter, 1909)
- Polysyncraton schillingi Michaelsen, 1920 → Polysyncraton recurvatum (Sluiter, 1909)